# Paolo Noël
Pour les articles homonymes, voir Noël (homonymie).
Paolo Noël est un chanteur, animateur de télévision et acteur québécois, né le 4 mars 1929 à Montréal et mort le 17 avril 2022 à Saint-Pacôme.

## Biographie
Né le 4 mars 1929 à Montréal, sous le nom de Paul-Émile Noël, Paolo Noël est issu d'une famille dysfonctionnelle.
En 1948, Paolo Noël travaille en usine lorsqu'il remporte un concours d'imitation de Tino Rossi à la radio montréalaise CKAC.
En 1951, Paolo Noël enregistre quatre de ses compositions, dont Belle étoile d'amour et Puisque je t'aime. En plus d'animer chaque semaine à la radio de CKVL, Paolo Noël se produit dans plusieurs cabarets montréalais, dont
- Blue Sky (en novembre 1953)
- Bacardi (en janvier 1954)
- Casino français (en janvier 1954)
- l'Hôtel Commodore (en juin 1954)
- Café Havana où il est maître de cérémonie (automne 1954)

En 1955, Paolo Noël fait finalement ses débuts à la télévision à l'émission Music-Hall.
Sa rencontre avec l'impresario Jean Grimaldi, auquel il a été présenté par une voisine commune qui appréciait son talent, lui permet de percer plus facilement.
En 1956, Paolo Noël connaît ses premiers succès sur disques avec Vierge Marie et Ma prière, offert sur les faces d'un même disque 45 tours.
En mars 1957, Paolo Noël devient maître de cérémonie et chanteur au prestigieux cabaret Casa Loma, succédant à Jen Roger parti fonder sa propre boîte.
En 1958, Paolo Noël reçoit le trophée du meilleur interprète au Canada français, de la part du journal Samedi-Dimanche.
Pendant les années 1960, Paolo Noël connaît plusieurs autres succès sur disques tel que:
- Le bateau de Tahiti
- La valse de nos 20 ans
- Un souvenir
- Ce soir je veux t'aimer
- Catherina
- Savoir aimer
- Le temps des guitares

Paolo Noël remporte du succès comme animateur des émissions télévisées Toast et café (avec Dominique Michel) et Le music-hall des jeunes à CFTM-10 Montréal.
En 1968, Paolo Noël est élu Monsieur Radio-Télévision au Gala des artistes.
Ensuite Paolo Noël coanime l'émission Le Café provincial sur les ondes de la radio CJMS.
Dans les années 1970, Paolo Noël connaît une seconde popularité avec des titres fantaisistes:
- T'as donc des beaux bip bop (adaptation libre de la chanson de 1957 At The Hop, de Danny & The Juniors)
- Flip Flop and Fly (une version francophone d'un classique du rock 'n' roll de Count Basie et Big Joe Turner)

Il y a dans les chansons de Paolo Noël une thématique récurrente : l'imagerie maritime de plaisance, romantique, fleur bleue, avec le marin, ce bon bougre au cœur tendre, qui chante la sérénade.
En 1980, Paolo Noël publie le récit autobiographique Entre l'amour et la haine : de l'orphelinat au succès (Éditions de Mortagne, 1980, 335 pages).
En 1983, Paolo Noël publie le récit autobiographique Entre l'amour et l'amour, ainsi tourne le vent, tourne la vie (Éditions de Mortagne, 1983).
Ces récits connaissent un important succès de librairie (plus de 150 000 exemplaires).
En 1984, Paolo Noël reçoit le prix Biblio 1984 pour le livre le plus lu.
En 1999, Paolo Noël tient le rôle de Tony Potenza, un mafioso italien, dans la populaire télésérie québécoise Omertà 3. Il a repris ce même rôle en 2012 dans le film Omertà de Luc Dionne, avec aussi René Angélil, Patrick Huard et Stéphane Rousseau entre autres. Apparaissent aussi dans leurs rôles respectifs de policiers, Michel Dumont et Michel Côté. 
En 2011, il apparaît dans une publicité de Noël pour la rôtisserie St-Hubert où il est confondu avec le Père Noël. Il verse son cachet à la Fondation Centre de cancérologie Charles-Bruneau.
En 2012, Paolo Noël publie le troisième tome de son récit autobiographique J’ai mordu dans la vie et la vie m’a mordu.
Paolo Noël joue aussi dans les films Les Immortels, Ma tante Aline, Les doigts croches et Coteau rouge.
Hospitalisé le 23 janvier 2022 à l'hôpital de Sainte-Anne-de-la-Pocatière, il meurt le 17 avril 2022 au Centre d'hébergement D'Anjou de Saint-Pacôme, à l'âge de 93 ans, atteint de la maladie d'Alzheimer depuis déjà quelques années.

## Filmographie

### Cinéma
- 1973 : Y a toujours moyen de moyenner ! de Denis Héroux
- 2003 : Les Immortels de Paul Thinel : monsieur Giroux
- 2007 : Ma tante Aline de Gabriel Pelletier : Johnny
- 2009 : Les Doigts croches de Ken Scott : Eddy
- 2011 : Coteau rouge d'André Forcier : Honoré Blanchard
- 2012 : Omertà de Luc Dionne : Tony Potenza

## Distinctions
- Médaille de l'Assemblée nationale, 2010[9]